# Батаев, Анатолий Андреевич
Батаев Анатолий Андреевич (род. 31 января 1957 года) — советский и российский учёный, доктор технических наук, ректор Новосибирского государственного технического университета. Специалист в области материаловедения. Автор учебных пособий и учебников по материаловедению.

## Биография
Родился 31 января 1957 года.

### Образование
- 1979 год — окончил Новосибирский электротехнический институт (Новосибирский государственный технический университет), машиностроительный факультет;

### Учёные степени
- 1984 год — кандидат технических наук, защитил диссертацию на тему: «Структура перлита и конструктивная прочность стали»;
- 1996 год — доктор технических наук, защитил диссертацию на тему: «Закономерности пластической деформации перлита и разработка эффективных процессов упрочнения сталей с гетерофазной структурой».

### Учёное звание
- Профессор.

### Работа
- С 1983 по 1997 год — младший научный сотрудник, ассистент, старший преподаватель, доцент кафедры технологии металлов и металловедения НГТУ;
- С 1997 года — заведующий кафедрой материаловедения в машиностроении НГТУ;
- С 2002 по 2007 год — декан механико-технологического факультета;
- С 2007 по 2015 год — проректор по учебной работе Новосибирского государственного технического университета;
- С 2015 года — ректор Новосибирского государственного технического университета[1][2].

### Научные сообщества
- Член-корреспондент Сибирской академии наук высшей школы;

## Учебная работа
Преподаёт на кафедре «Материаловедения в машиностроении», среди преподаваемых дисциплин:
- Кристаллография
- Материаловедение и технологии   современных материалов
- Материаловедение и технологии современных и перспективных материалов

Разработаны учебные пособия:
- Методы структурного анализа материалов и контроля качества деталей : учеб. пос. для вузов / В. А. Батаев, А. А. Батаев, А. П. Алхимов. - 2-е изд. - Москва : Флинта, 2007. - 219 с.; ISBN 978-5-9765-0207-9
- Кристаллография. Обозначение и вывод классов симметрии : учеб. пос. / И. А. Батаев, А. А. Батаев ; Минобрнауки РФ, Новосиб. гос. технич. ун-т, Механико-технолог. фак. - Новосибирск : НГТУ, 2015. - 57 с.; ISBN 978-5-7782-2740-8.
- Кристаллография. Формы кристаллических многогранников : учеб. пос. / И. А. Батаев, А. А. Батаев; Минобрнауки РФ, Новосиб. гос. техн. ун-т (НГТУ). - Новосибирск : НГТУ, 2016. - 64 с.; ISBN 978-5-7782-2888-7.
- Кристаллография : методы проецирования кристаллов : учеб. пос. / И. А. Батаев, А. А. Батаев, Д. В. Лазуренко ; Минобрнауки РФ, Новосиб. гос. технич. ун-т, [Механико-технол. факультет]. - Новосибирск : Изд-во НГТУ, 2017. - 70 с.; ISBN 978-5-7782-3286-0 : 300 экз.

Разработаны учебники:
- Композиционные материалы : Строение, получение, применение / А.А. Батаев, В.А. Батаев. - Новосибирск : НГТУ, 2002 (ГУП РПО СО РАСХН). - 377 с. - (Учебники НГТУ); ISBN 5-7782-0315-2.

Автор монографий:
- Структура перлита и конструктивная прочность стали / Л. И. Тушинский, А. А. Батаев, Л. Б. Тихомирова; Отв. ред. Е. И. Шемякин; [Рос. АН, Сиб. отд-ние, Ин-т горн. дела]. - Новосибирск : Наука : Сиб. изд. фирма, 1993. - 278 с.; ISBN 5-02-030323-2.

## Санкции
6 марта 2022 года после вторжения России на Украину подписал письмо в поддержу российской агрессии. С 9 июня 2022 года находится под персональными санкциями Украины за поддержку войны. Также был внесён ФБК в список коррупционеров и разжигателей войны за поддержку нападения на Украину, 16 марта 2022 года форумом свободной России внесён в санкционный «Список Путина» с предложением введения против него международных санкций.

## Научная работа
Автор свыше 200 научных работ.